# 阿维尼翁主教座堂

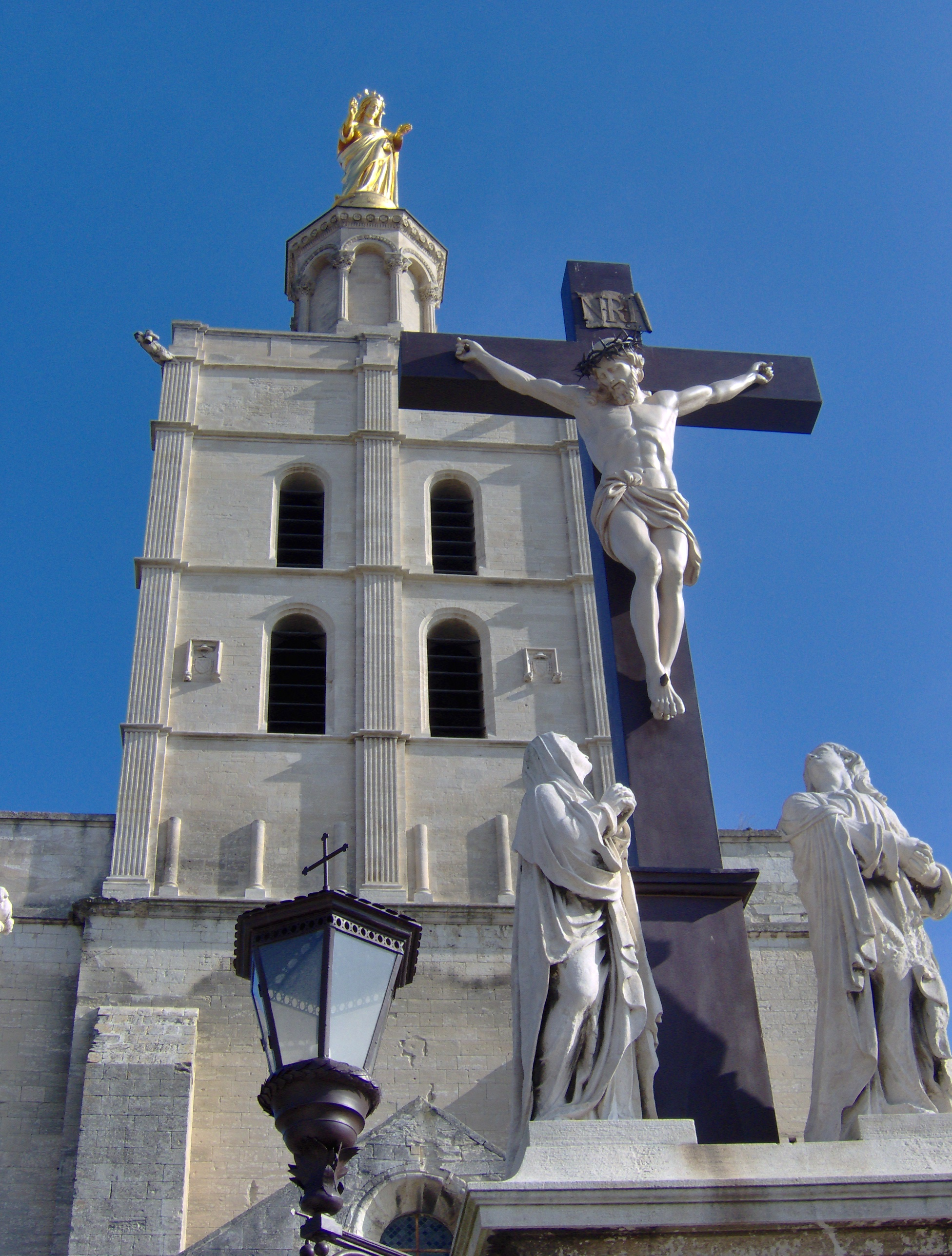
阿维尼翁主教座堂

阿维尼翁主教座堂（法語：Cathédrale Notre-Dame des Doms d'Avignon）是天主教阿维尼翁总教区的主教座堂，法国历史文物，位于法国南部普罗旺斯大区阿维尼翁。
阿维尼翁主教座堂是罗曼式建筑，建于12世纪，西塔楼顶部竖立圣母镀金雕像，内部有14世纪哥特式雕塑杰作，教宗若望二十二世陵墓。